# Soyu Stadium
Soyu Stadium, även känd som Yabase Stadium, är en evenemangs- och idrottsarena för fotboll, rugby och friidrott i Akita, Japan.

## Evenemang
- World Games 2001